# Triaenodes kawraiskii
Triaenodes kawraiskii là một loài Trichoptera trong họ Leptoceridae. Chúng phân bố ở miền Cổ bắc.